# 小野泰 (建築学者)
小野　泰（おのやすし、1958年 4月12日- ）は、日本の研究者。ものつくり大学教授。

## 経歴
- 1977年3月	広島県立海田高等学校卒業
- 1981年3月	関東学院大学工学部建築学科卒業
- 1983年3月	関東学院大学大学院工学研究科建築学専攻修士課程修了(工学修士)
- 1983年4月	(財)日本住宅･木材技術センター試験研究所入所
- 2003年3月	(財)日本住宅･木材技術センター　退職
- 2003年4月	ものつくり大学　建設技能工芸学科講師として就任
- 2005年4月	ものつくり大学　技能工芸学部講師として就任
- 2005年4月	ものつくり大学　技能工芸学部助教授就任
- 2007年4月	ものつくり大学　機能工芸学部,准教授就任
- 2008年4月	ものつくり大学　技能工芸学部准教授就任
- 2014年4月	ものつくり大学　技能工芸学部教授就任（現在に至る）

## 受賞歴
- 2019年日本建築学会教育賞（教育貢献）